# 比治山女子中学校・高等学校
比治山女子中学・高等学校（ひじやまじょしちゅうがく・こうとうがっこう）は、広島市南区にある私立女子中学校・高等学校。

## 設置学科・コース
- 中学校
- 高等学校
  - 全日制課程
    - 普通科
    - 英語コース
    - 特進コース
    - 進学コース　（医療・サイエンス群、国際・言語・コミュニケーション群、総合・保育群、社会・ビジネス群、芸術・体育群）

## 特徴
クラス名が中高六年間を通して、桜・藤・萩・菊・梅・松・竹・杉という珍しい呼び方である。
中高六年間を通して、制服はセーラー服であり、上着は夏が白色、冬は紺色のもの。靴下とカバンは規定の物のみ。
3つのコースと５つの群に分かれており、クラスもこれに基づき分けられている。進学率も高い。
英語コースはオーストラリアへの短期留学が必須である。
令和8年度に共学化される予定。

## 校訓
正直・勤勉・清潔・和合・感謝

## 出身者
- 世良洋子（フリーアナウンサー）
- 米本千珠（声優）
- 宍戸留美（声優・アイドル）→日本女子体育大学附属二階堂高等学校に転校
- 土手香那子（ローカルタレント）
- 守山ちひろ（ミュージカル俳優）

## その他
木村カエラが出演した映画『カスタムメイド10.30』の舞台ともなった。

## 関連校
- 比治山大学
- 比治山大学短期大学部
- 比治山大学短期大学部付属幼稚園